# Manoir de Talin
Le manoir de Talin est un édifice situé à Pontivy en France.

## Localisation
Le manoir est situé sur le territoire de la commune de Pontivy, au lieu-dit Talin, dans le département du Morbihan en région Bretagne.

## Description
Le manoir date des XVe et XVIe siècles. Édifice, dans une ancienne cour fermée, à un étage carré construit en moellons et pierre de taille de granite et de schiste,  toiture à longs pans couverte d'ardoises ; pignon couvert ; noue ; toit conique. Escalier hors-œuvre ; escalier à vis sans jour

## Historique
Construction probable aux XVe et XVIe siècles, autrefois situé à Malguénac. Le manoir a appartenu successivement : de 1563 à 1614 à Pierre puis Vincent Rolland, de 1629 à 1679 à Jean, Julien, puis Michel Claude Guymarho, de 1704 à 1790, aux de Langue (alliances avec Kerviche, Guillaudeu, La Louvelaye).